# Il regno di Kensuke
Il regno di Kensuke (titolo originale Kensuke's Kingdom) è un romanzo per ragazzi dello scrittore britannico Michael Morpurgo, pubblicato in Inghilterra nel 1999 dalla Egmont. Nel 2000 ha vinto il premio The Children's Book Award.
Il regno di Kensuke è stato tradotto in varie lingue e pubblicato da diversi editori nel corso degli anni.

## Trama
(Michael Morpurgo, Kensuke's kingdom, traduzione di M. C. Scotto di Santillo)
Il narratore della storia è Michael che, ormai adulto, decide di raccontare una sua esperienza. All'età di undici anni, vive in una città dell'Inghilterra assieme ai suoi genitori e al suo cane, Stella Artois. La sua vita cambia drasticamente con l'arrivo di una lettera da parte della fabbrica di mattoni nella quale lavorano i suoi genitori: la fabbrica è in procinto di chiudere per sempre.
I suoi genitori non riescono a trovare un nuovo lavoro, così suo padre decide di utilizzare i risparmi di famiglia per acquistare una barca a vela (abbastanza grande per viverci), battezzata Peggy Sue, e navigare per il mondo. Dopo essersi allenati per diversi mesi, il 10 settembre 1987 partono ed inizia la loro avventura: sono colmi di provviste e di scorte per un viaggio che, nelle loro previsioni, si sarebbe protratto, al massimo, per diciotto mesi. Durante il viaggio Michael annota ciò che vede attorno a sé nel suo diario di bordo. Dopo aver viaggiato lungo le coste del Brasile, a Città del Capo e in Australia, si dirigono verso la Papua Nuova Guinea.
Una notte, mentre i suoi genitori dormono sottocoperta, la barca vira improvvisamente e Michael e Stella Artois vengono scaraventati in mare. Michael riesce ad aggrapparsi al suo pallone evitando di annegare, ma perde conoscenza.
Michael si risveglia su una spiaggia insieme al suo cane. Scopre, in seguito, di essere approdato su una piccola isola a forma di arachide. Durante la notte è molto spaventato dai rumori che provengono dalla foresta e capisce che questa è popolata prevalentemente da gibboni e orangutan. Riesce a trovare un riparo per la notte, ma non cibo e acqua. La mattina successiva vede Stella Artois bere da una ciotola e, lì a fianco scorge un'altra ciotola d'acqua fresca, una teglia di filetti di pesce crudo e delle banane rosse. Capisce di non essere solo e decide di ringraziare il suo anonimo benefattore incidendo un messaggio su una roccia.
Michael riesce ad accendere un grande fuoco sulla spiaggia e, in questo modo, spera di farsi notare dalle navi di passaggio e di essere ritrovato dalla sua famiglia. Tornando dalla foresta con un carico di legna, vede però un uomo anziano che sta spegnendo il fuoco. L'uomo si fa chiamare Kensuke; non conosce bene l'inglese ma riesce comunque a far capire a Michael che accendere fuochi è proibito.
Kensuke decide di dividere l'isola in due zone: quella di Michael e la sua. Proibisce inoltre a Michael di nuotare in mare. Quando vede in lontananza una nave a vela cinese, Michael decide comunque di accendere un grande fuoco sulla collina, sfidando i desideri di Kensuke. Quest'ultimo riesce però a spengere il fuoco. Michael, accecato dalla rabbia, si getta in mare per disobbedire a Kensuke, ma viene gravemente punto da una medusa.
Kensuke salva Michael, lo porta nella sua caverna e riesce a guarirlo. La caverna è ordinata e dotata di molti oggetti recuperati dal mare e mobili costruiti dall'uomo. I due diventano amici. Michael insegna a Kensuke l'inglese, mentre Kensuke insegna al ragazzo come pescare con una lancia, dove trovare il miglior cibo e l'acqua e come dipingere con pennelli realizzati con i peli degli orangutan. Kensuke, durante la loro permanenza sull'isola, racconta al giovane la propria storia: giovane medico giapponese, di Nagasaki, aveva studiato a Londra e durante la seconda guerra mondiale si era unito alla marina giapponese. La nave su cui si trovava era stata affondata, e lui era rimasto l'unico sopravvissuto. Crede che la sua famiglia, compresa la moglie Kimi e il figlio Michiya, siano morti poiché alla radio ha sentito che gli americani hanno sganciato una bomba atomica su Nagasaki; così ha deciso di rimanere sull'isola per sempre. Ha imparato a sopravvivere e, facendo amicizia con gli orangutan, ha recuperato ciò che poteva dalla nave distrutta. Kensuke rivela inoltre a Michael di averlo salvato la notte in cui è caduto in mare.
I due naufraghi diventano come una famiglia. Tuttavia, Michael sente la mancanza della sua vera famiglia, così scrive un messaggio per suoi genitori, lo inserisce in una bottiglia e lo getta in mare. Il vecchio comprende lo stato in cui si trova il ragazzo e accetta di accendere un nuovo fuoco per chiedere aiuto promettendo a Michael di lasciare l'isola con lui e di tornare in Giappone, ma i due non vedono segno di alcuna nave.
Un giorno Michael scorge una barca e vuole accendere un fuoco ma Kensuke lo ferma perché riconosce nell'imbarcazione una nave di bracconieri di gibboni. I due si precipitano a radunare tutte le scimmie in una grotta per proteggerle dalla minaccia, ma non riescono a trovarle tutte e non trovano nemmeno un orangutan che Kensuke chiama Kikanbo. Quando i bracconieri lasciano l'isola, si accorgono che due orangutan sono morti, ma fortunatamente Kikanbo è vivo. Questa esperienza fa capire a Kensuke che non può andare via: deve rimanere per proteggere il suo "regno".
Essi avvistano un'altra nave, che fortunatamente non è quella dei bracconieri, quindi accendono il fuoco. L'equipaggio della nave vede il fuoco e si dirige verso l'isola: è la Peggy Sue e Michael si riunisce ai suoi genitori.
Kensuke fa promettere a Michael di mantenere segreta la sua esistenza sull'isola per almeno dieci anni, quando lui sarà probabilmente morto. In un post scriptum viene rivelato che quattro anni dopo il figlio di Kensuke, Michiya, sopravvissuto al bombardamento di Nagasaki, scrive a Michael chiedendo di incontrarlo per parlare di Kensuke. Michael nota che Michiya ride proprio come suo padre.

## Adattamenti teatrali
Nel mese di agosto 2018 al Pleasance Courtyard di Edimburgo, Scozia, la compagnia WildChild Productions ha portato in scena Il regno di Kensuke di Stuart Paterson durante l'Edinburgh International Festival. Inoltre era presente anche una voce fuori campo registrata dall'attrice britannica Jenny Agutter.

## Adattamenti cinematografici
Il 7 febbraio 2019 è stata annunciata la produzione del film d'animazione Il regno di Kensuke, che sarà diretto da Neil Boyle e Kirk Hendry, su una sceneggiatura scritta da Frank Cottrell-Boyce e con la produzione principale di Lupus Films..
Il cast vocale comprenderà Sally Hawkins, Cillian Murphy, Ken Watanabe e Raffey Cassidy.
I produttori esecutivi saranno Bill Godfrey, Courtney Pledger e Tim Morris. Il produttore associato sarà Anna Webster e i co-produttori annunciati sono Jigsaw Films, Lupus Films (nel Regno Unito), Melusine Productions (in Lussemburgo) e Brennus Productions (in Irlanda). La co-produzione sarà quindi distribuita fra tre paesi: la produzione principale si svolgerà in Inghilterra, supervisionata da Camilla Deakin e Ruth Fielding; le animazioni e le colorazioni in Lussemburgo, da parte di Stephan Roelants; gli effettivi visivi in Irlanda presso la Windmill Lane VFX.
Lo sviluppo del progetto è stato supportato da BFI, Film Fund Luxembourg e Ffilm Cymru Wales.

## Edizioni

### Edizioni italiane
- Il regno di Kensuke, traduzione di M. C. Scotto di Santillo, Milano, Salani, 2003, ISBN 978-88-8451-051-8.
- Il regno di Kensuke, traduzione di M. C. Scotto di Santillo, Casale Monferrato, Piemme, 2017, ISBN 978-88-5665-711-1.
- Il regno di Kensuke, traduzione di M. C. Scotto di Santillo, Casale Monferrato, Piemme, 2019, ISBN 978-88-6836-525-7.

### Edizioni inglesi
- Kensuke's Kingdom, Londra, Egmont UK, 1999, ISBN 978-1-4052-1756-9.
- Kensuke's Kingdom, Londra, Egmont UK, 2000, ISBN 978-1-4052-2174-0.
- Kensuke's Kingdom, Londra, Heinemann, 2001, ISBN 978-0-435-12529-5.
- Kensuke's Kingdom, New York, Scholastic Press, 2003, ISBN 978-0-439-38202-1.
- Kensuke's Kingdom, New York, Turtleback Books, 2004, ISBN 978-1-4176-2033-3.
- Kensuke's Kingdom, Londra, Egmont UK, 2005, ISBN 978-1-4052-2174-0.
- Kensuke's Kingdom, New York, Paw Prints, 2008, ISBN 978-1-4352-8750-1.
- Kensuke's Kingdom, Londra, Egmont UK, 2011, ISBN 978-1-4052-5942-2.
- Kensuke's Kingdom, Londra, Egmont UK, 2012, ISBN 978-1-4052-6425-9.
- Kensuke's Kingdom, Londra, Egmont UK, 2013, ISBN 978-1-4052-6737-3.
- Kensuke's Kingdom, Londra, Egmont UK, 2016, ISBN 978-1-4052-8179-9.

### Edizioni spagnole
- El reino de Kensuke, Barcellona, RBA Libros, 2006, ISBN 978-8479014209.

### Edizioni francesi
- Le Royaume de Kensuke, Parigi, Gallimard jeunesse, 2000, ISBN 978-2070541836.
- Le Royaume de Kensuke, Parigi, Gallimard Education, 2007, ISBN 978-2070544974.
- Le Royaume de Kensuke, Parigi, Gallimard jeunesse, 2012, ISBN 978-2070649716.
- Le Royaume de Kensuke, Rennes, Editions de la Loupe, 2015, ISBN 978-2848685991.
- Le Royaume de Kensuke, Parigi, Gallimard jeunesse, 2018, ISBN 978-2075103763.

### Edizione di riferimento
- Michael Morpurgo, Il regno di Kensuke, traduzione di M. C. Scotto di Santillo, Casale Monferrato, Piemme, 2019, ISBN 978-88-6836-525-7.